# Col Saurel
Il Colle Saurel (in francese ''Col de Saurel'') è un colletto alpino di 2.388 m s.l.m. delle Alpi del Monginevro, nelle Alpi Cozie. È situato sulla cresta al confine tra l'Italia (Val di Susa) e le Alti Alpi francesi, sotto la Cima Saurel.

## Descrizione
Situato nel comune di Cervières nella regione della Provenza-Alpi-Costa Azzurra. Dalla sommità del colle è possibile ammirare il lago Saurel e il Lago Gignoux (conosciuto come lago 7 colori).
Il colle si trova tra le valli di Chabaud e Thuras (valle laterale della Val di Susa), il vallone Gimont e la valle del Cerveyrette (affluente della Durance).
La catena alpina prosegue a sud-ovest del colletto con il Col Gimont (2.403 m) e risale poi il Monte Gimont (2.646 m s.l.m), chiamato anche Grand Charvia.
Era presente un impianto di risalita del comprensorio sciistico della Via Lattea, ora dismesso. Le piste da sci vengono utilizzate per l'escursionismo invernale con le ciaspole e per lo scialpinismo.

## Salita al colletto

### Salita estiva
La salita può essere effettuata dal Lago Nero, raggiungibile dalla frazione di Bousson (frazione del comune di Cesana Torinese) con una strada bianca. Meta anche per appassionati di mountain biking.

### Salita invernale
La salita verso il Col de Saurel e verso la cima del monte rappresenta una meta tradizionale dell'escursionismo invernale. Destinazione per lo scialpinismo e per le escursioni con le ciaspole, adatta nei periodi in cui le mete più impegnative risultano troppo rischiose a causa di valanghe e slavine.

### Punti di appoggio
Capanna Mautino (2.110 m s.l.m.),  nord-ovest del Lago Nero
Baita Gimont (2035 m s.l.m.), Vallone Gimont (Cesana Torinese)
Rifugio Col Saurel, Località Gimont, Cesana torinese, TO